# Badalucco
Badalucco är en ort och kommun i provinsen Imperia i regionen Ligurien i Italien. Kommunen hade 1 114 invånare (2018).